# Horama viridifusa
Horama viridifusa là một loài bướm đêm thuộc phân họ Arctiinae, họ Erebidae.